# 두너케시구

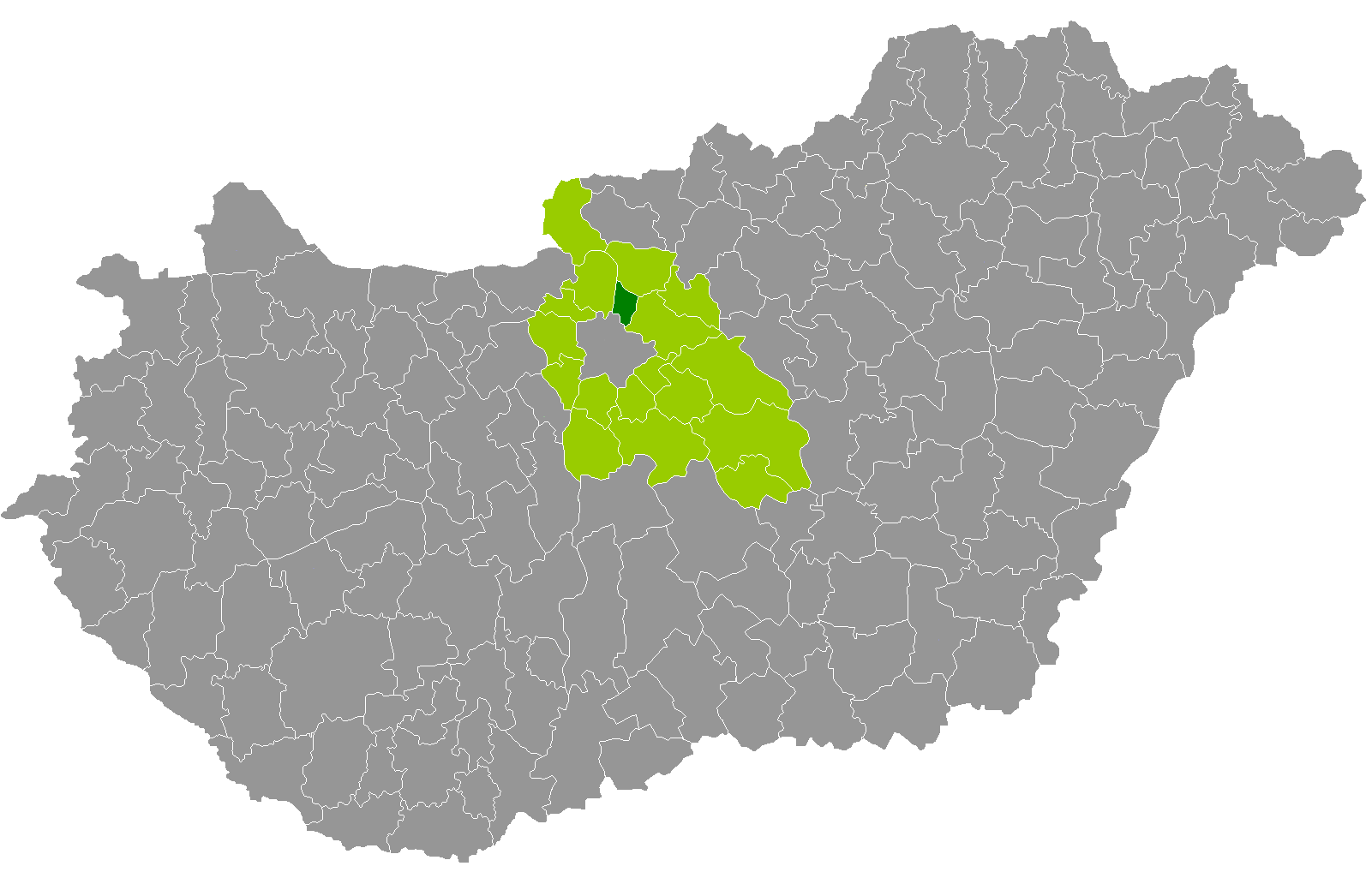
페슈트주 지도에 표시된 두너케시구의 위치

두너케시구(헝가리어: Dunakeszi járás)는 헝가리 페슈트주에 위치한 구로 구청 소재지는 두너케시이며 면적은 103.08km2, 인구는 78,634명(2011년 기준), 인구 밀도는 763명/km2이다.
북쪽으로는 바츠구, 동쪽으로는 괴될뢰구, 남쪽으로는 부다페스트, 서쪽으로는 센텐드레구와 접한다. 4개 지방 자치체(3개 시, 1개 마을)를 관할한다.

구 문장